# Zale chisoensis
Zale chisoensis är en fjärilsart som beskrevs av Blanchard och John G. Franclemont 1982. Zale chisoensis ingår i släktet Zale och familjen nattflyn. Inga underarter finns listade i Catalogue of Life.